# Tractat de Carrión
El Tractat de Carrión és un tractat signat el 21 de febrer del 1140 (o 1139) a Carrión de los Condes (Regne de Lleó) entre el comte de Barcelona i príncep d'Aragó Ramon Berenguer IV i Alfons VII de Castella pel qual el comte recuperà la tinença del regne de Saragossa, ocupat pel castellà, a canvi de retre homenatge a Alfons VII i cedir-li algunes viles. També s'estipulava la invasió i repartiment de Navarra entre Aragó i Castella.

## Context
El tractat s'emmarca en la problemàtica sorgida arran del Testament d'Alfons I d'Aragó (1131) per la seva successió.

## El tractat
Mitjançant aquest tractat Ramon Berenguer IV recuperava la tinença, no la sobirania, del Regne de Saragossa que el rei Ramir II d'Aragó li havia donat al castellà en el Tractat d'Alagón (1136), i que suposava que les ciutats ocupades pels castellans, Saragossa, Tarassona, Calataiud i Daroca eren desocupades; a canvi, Ramon Berenguer havia de cedir la sobirania de les viles de Calataiud, Daroca i Tarassona, i retre-li per elles homenatge al castellà com a senyor d'elles.
Així mateix s'establia un pacte entre ambdós per tal de repartir-se el Regne de Pamplona governat per Garcia Ramires: els pobles i terres de la riba esquerra del riu Ebre passarien a poder de Castella (Biscaia, Álava, la Rioja i Estella) mentre Ramon Berenguer IV es quedaria amb les places i comarques havia conquerit a la frontera d'Aragó durant els tres anys de guerra entre Navarra y Aragón (1137-1140). De tota la resta de Navarra se'n farien tres parts: una, en la que estava inclosa la ciutat d'Estella, seria per Alfons VII de Castella; les altres dues, on s'incloïa Pamplona, pasarien a Aragó.
| « | «Aquest és el conveni i la concòrdia que van fer entre si l'il·lustre Alfons VII, emperador d'Hispània, i Ramon Berenguer IV, comte de Barcelona i príncep dels aragonesos. Fonamentalment es van posar d'acord pel que fa a la terra que té Garcia, el rei dels pamplonesos, a saber: que l'esmentat emperador Alfons tingui d'ella Marañón i tota la terra que des de l'Ebre cap a Pamplona tenia el seu avi el rei Alfons VI el dia que va morir, per altra banda, de la resta de la terra que té el rei Garcia, que el cònsol dels barcelonins tingui tota la que li pertany al regne d'Aragó, sense retre homenatge d'ella, tal com la van posseir en la seva temps els reis Sanç Ramires i Pere I, de l'altra terra de Pamplona, per la qual els reis Sanç i Pere van fer homenatge a Alfons VI, rei de Lleó, que Alfons tingui la tercera part d'ella i el comte dels barcelonins Ramon les altres dues terceres parts, i per aquestes dues terceres parts que presti l'emperador Alfons el mateix homenatge que van prestar els reis Sanç i Pere al rei Alfons VI, avi de l'emperador Alfons. D'altra banda, que en la tercera part de l'emperador estigui el castell d'Estella i en les dues parts del comte la ciutat d'Iruña. A més d'això, el venerable emperador Alfons i l'il·lustre comte dels barcelonins Ramon es van posar d'acord en això: que qualsevol que sigui la manera que puguin recuperar o adquirir les terres de Pamplona que havien de ser repartides segons s'ha dit, ja fora pels dos a la vegada, per un sense l'altre o pels seus homes, que l'emperador tingués la tercera part i el citat comte les altres dues fins que la adquirissin totalment. I quan tot sigui adquirit, que el divideixin entre si en la manera prescrit i que el posseeixin fermament. Aquest conveni i concòrdia va ser realitzat a Carrión nou dies abans de les Kalendas de març, l'any de l'encarnació del Senyor C XXXX després del mil·lenni, era mil·lèsima CLXXVIII, en presència del senyor Berenguer, bisbe de Salamanca, Bernat, bisbe de Sigüenza, Pedro, bisbe electe de Burgos, i divuit comtes i nobles que es troben presents a la cúria de l'emperador.» | » |

## Conseqüències
Abans de l'estiu Ramon Berenguer IV de Barcelona atacà Navarra entrant pel vall de Lónguida i Pamplona, produint-se la batalla d'Ejea de los Caballeros, de resultat incert. Per la seva part l'exèrcit castella s'acostà a la frontera navarres i s'establí a Calahorra. Garcia Ramires reagrupà les seves forces i se situà a Alfaro, on es produïren algunes escaramuces.